# Anywhere Is
"Anywhere Is" er en sang af den irske musiker Enya. Den blev udgivet d. 6. november 1995 som førstesinglen fra hendes sutdiealbum, The Memory of Trees. Teksten er skrevet på engelsk. Sangen nåede syvendepladsen på UK Singles Chart og kom i top-10 i Island, Irland, Skotland og Østrig. På Eurochart Hot 100 toppede den som nummer 36.

## Spor
| 1. | "Anywhere Is" | 3:44 |
| 2. | "Boadicea"    | 3:31 |

| 1. | "Anywhere Is"  | 3:44 |
| 2. | "Boadicea"     | 3:31 |
| 3. | "Oriel Window" | 2:22 |

| 1. | "Anywhere Is"    | 3:44 |
| 2. | "Book Of Days"   | 2:55 |
| 3. | "Caribbean Blue" | 3:40 |
| 4. | "Orinoco Flow"   | 3:45 |

## Hitlister
| Hitliste(1995–1996)                              | Højeste placering |
| ------------------------------------------------ | ----------------- |
| Australien (ARIA)                                | 34                |
| Østrig (Ö3 Austria Top 40)                       | 8                 |
| Belgien (Ultratop 50 Flanderen)                  | 50                |
| Canada Top Singles (RPM)                         | 62                |
| Canada Adult Contemporary (RPM)                  | 48                |
| Europe (Eurochart Hot 100)                       | 36                |
| Finland (Suomen virallinen lista)                | 14                |
| Tyskland (Official German Charts)                | 44                |
| Iceland (Íslenski Listinn Topp 40)               | 3                 |
| Irland (IRMA)                                    | 8                 |
| Holland (Dutch Top 40)                           | 26                |
| Holland (Single Top 100)                         | 19                |
| Poland (Music & Media)                           | 1                 |
| Skotland (Official Charts Company)               | 8                 |
| Sverige (Sverigetopplistan)                      | 33                |
| Storbritannien Singles (Official Charts Company) | 7                 |

| Hitliste (1995)  | Placering |
| ---------------- | --------- |
| UK Singles (OCC) | 55        |